# Pleasant Run Farm (Ohio)
Pleasant Run Farm es un lugar designado por el censo ubicado en el condado de Hamilton en el estado estadounidense de Ohio. En el Censo de 2010 tenía una población de 4654 habitantes y una densidad poblacional de 1.698,41 personas por km².

## Geografía
Pleasant Run Farm se encuentra ubicado en las coordenadas 39°18′6″N 84°32′58″O / 39.30167, -84.54944. Según la Oficina del Censo de los Estados Unidos, Pleasant Run Farm tiene una superficie total de 2.74 km², de la cual 2.74 km² corresponden a tierra firme y (0%) 0 km² es agua.

## Demografía
Según el censo de 2010, había 4654 personas residiendo en Pleasant Run Farm. La densidad de población era de 1.698,41 hab./km². De los 4654 habitantes, Pleasant Run Farm estaba compuesto por el 54.02% blancos, el 40.18% eran afroamericanos, el 0.15% eran amerindios, el 0.54% eran asiáticos, el 0.11% eran isleños del Pacífico, el 1.27% eran de otras razas y el 3.74% pertenecían a dos o más razas. Del total de la población el 2.13% eran hispanos o latinos de cualquier raza.